# 黄竜体育中心駅
黄竜体育中心駅（こうりゅうたいいくセンターえき）は、中華人民共和国浙江省杭州市西湖区西渓路と玉古路の交差点に位置する杭州地下鉄3号線と10号線の駅。

## 歴史
2016年12月に国家発展改革委員会が承認した『杭州市城市快速轨道交通三期建设规划（2017～2022年）』によれば、当駅の当初計画は現在地より南の求是路と玉古路の交差点に設置される予定でした。この案では、3号線駅は求是路地下に、東側に引き上げ線が2線を配置し、10号線駅は玉古路地下に建設される計画でした。しかし、3号線古蕩駅～玉古路駅（当駅の仮称）間のトンネルが浙江大学キャンパスを地下通過する必要があることに対し、大学側の強い反対を受けたため、駅位置は現在地に変更されました。この変更に伴い、3号線駅は西湖体育館の敷地を占用することになったため、同施設は解体・再建されることとなり、当初計画の引き上げ線も古蕩新村駅に移設されています。
- 2022年
  - 6月10日：3号線の駅として開業[6]。
  - 9月22日：10号線の駅が開業し、乗換駅となる[7]。

## 駅構造
3号線・10号線とも島式ホーム1面2線を有する地下駅である。コンコースは地下1階に位置し、10号線のホームは地下2階、3号線のホームは地下4階にあり、地下3階は乗換通路として機能しています。10号線駅の南側に引き上げ線が1線ある。

### のりば

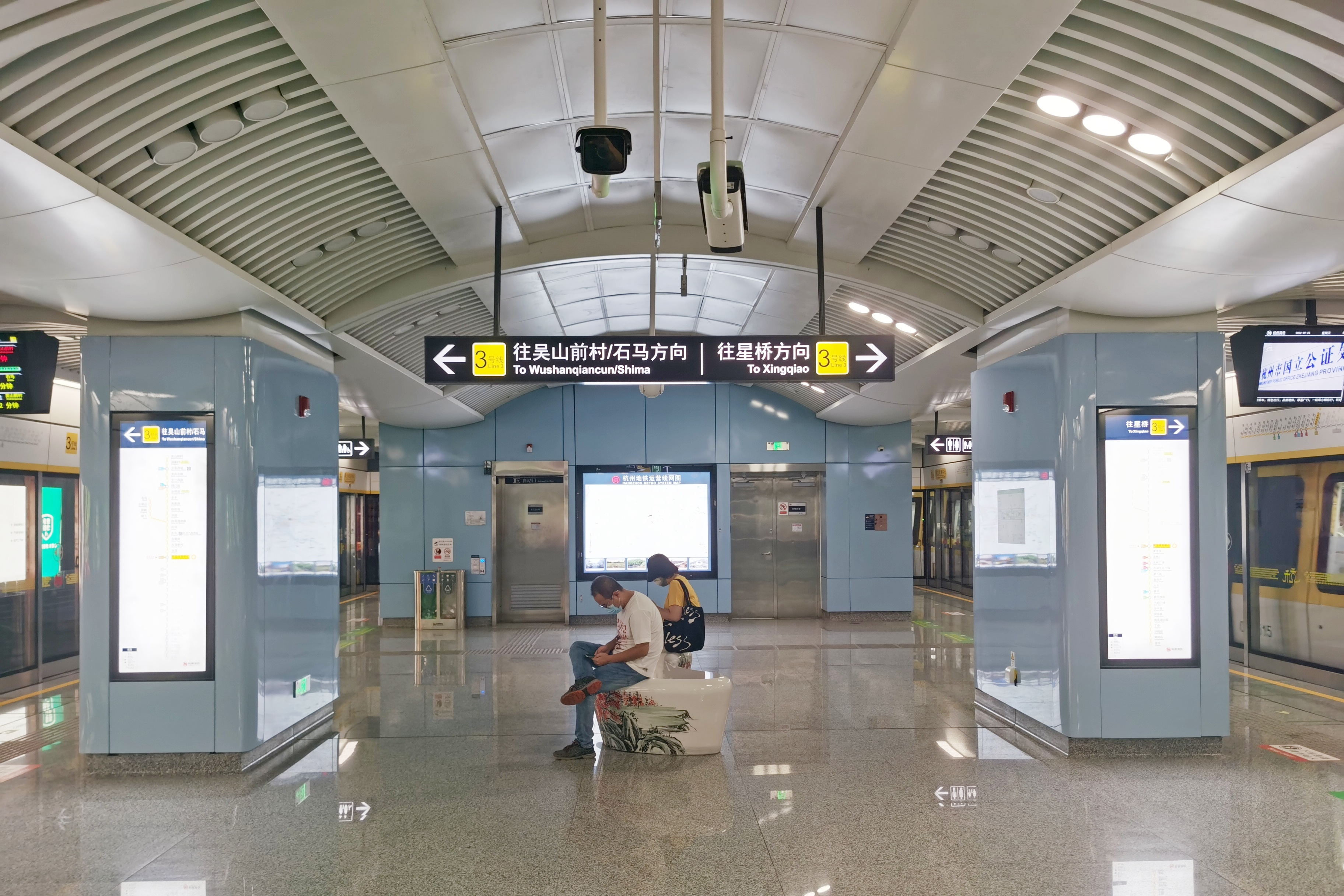
3号線ホーム
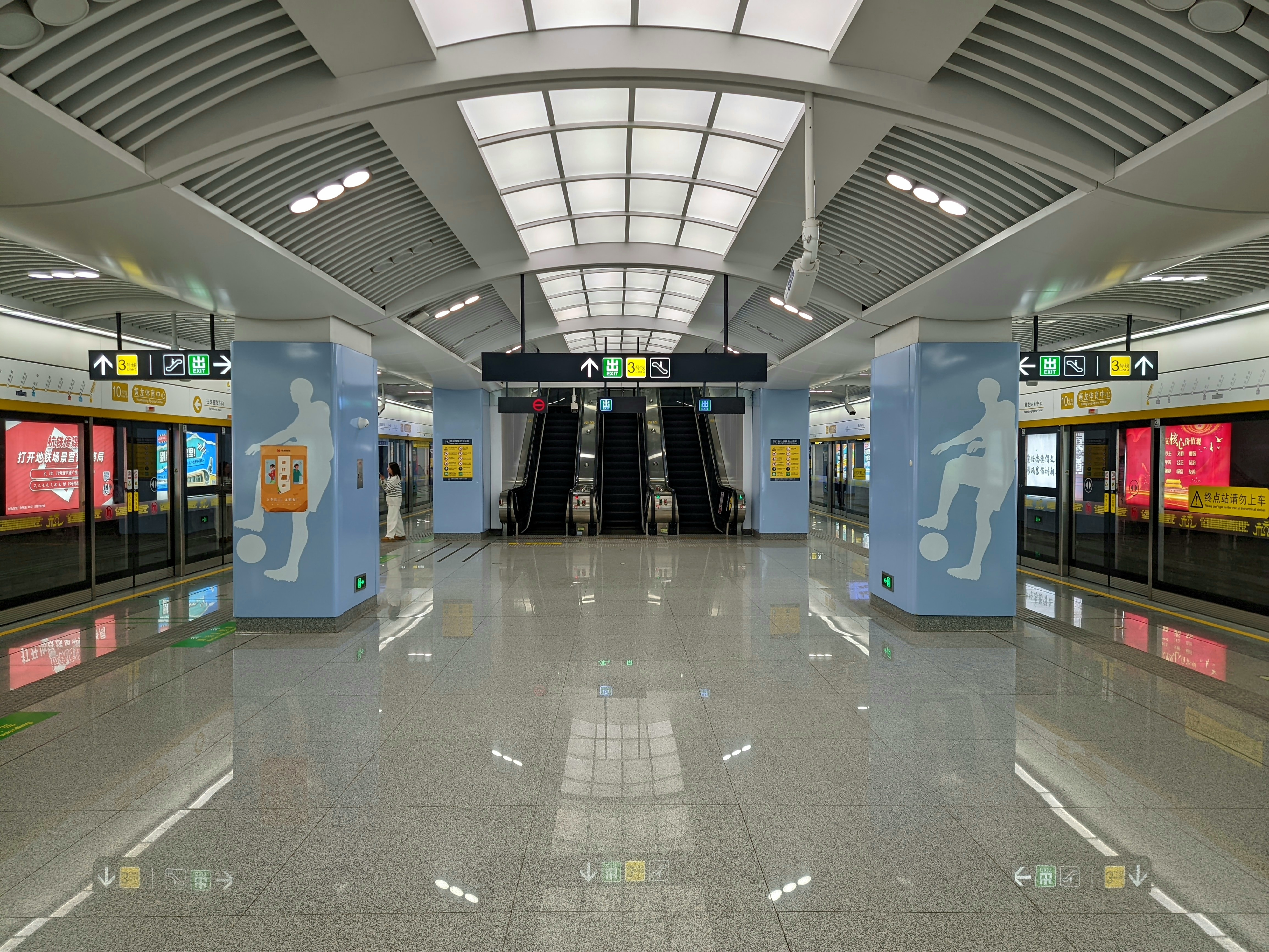
10号線ホーム
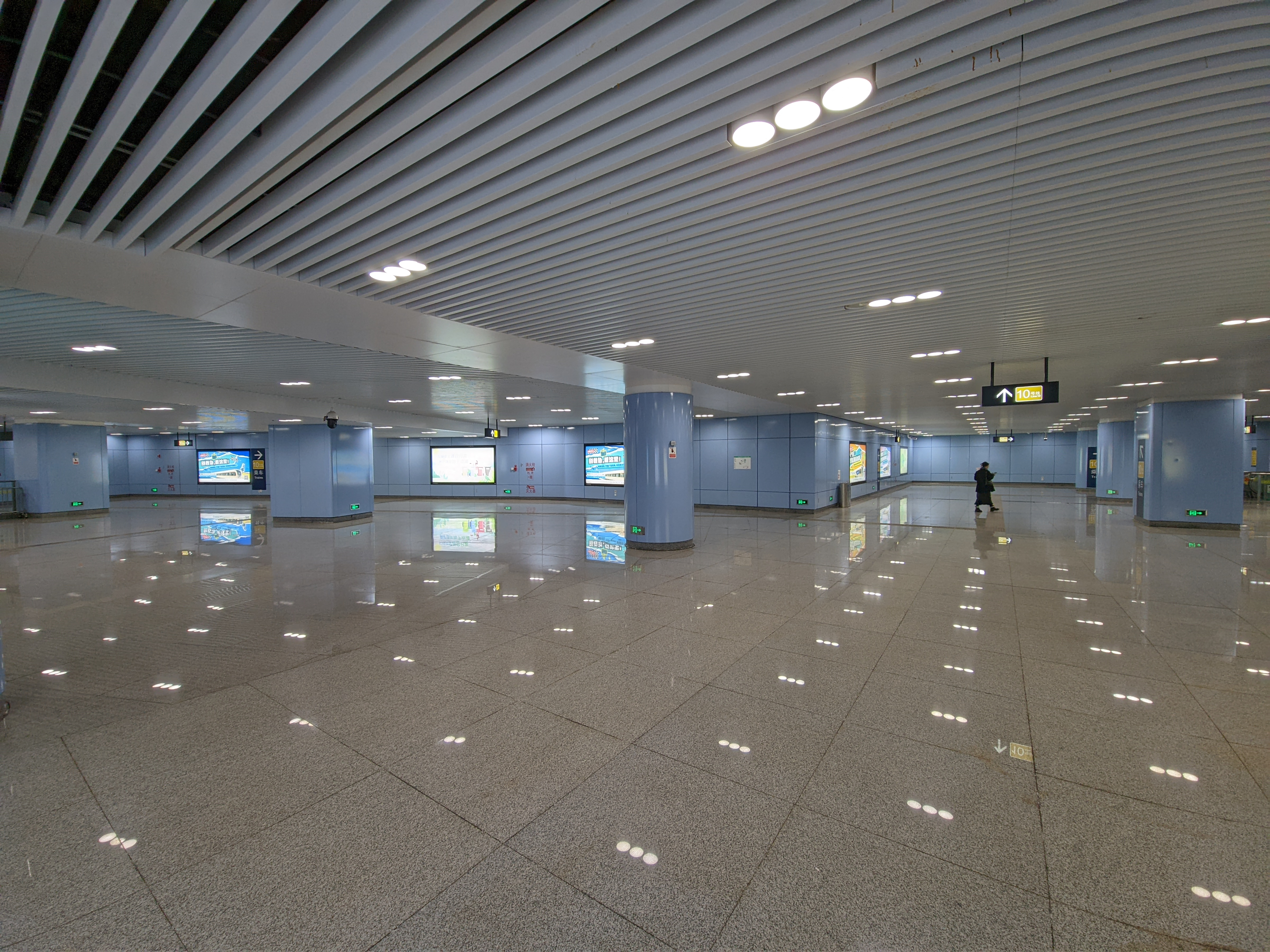
乗換通路

案内上ののりば番号は設定されていない。
| 路線                    | 方向 | 行先                         |
| ----------------------- | ---- | ---------------------------- |
| 3号線ホーム（地下4階）  |      |                              |
| ■ 3号線                 | 下り | 火車西站・呉山前村・石馬方面 |
| ■ 3号線                 | 上り | 星橋方面                     |
| 10号線ホーム（地下2階） |      |                              |
| ■ 10号線                | -    | 降車ホーム                   |
| ■ 10号線                | 上り | 逸盛路方面                   |

（出典：杭州地下鉄:站内空间示意图）
- 3号線ホーム
- 10号線ホーム
- 乗換通路

## 利用状況
駅名の通り、当駅は黄龍スポーツセンターに極めて近く、同センターで大規模イベントが開催される際には、駅では必要に応じて人流規制が実施されます。また、駅前には西湖観光地行きの複数のバス路線が乗り入れており、祝日には多くの観光客が当駅を利用します。

## 駅周辺
- 西湖体育館（中国語版）
- 黄龍スポーツセンター - 駅名の由来
- 中田ビル
- 慶豊新村
- 杭州市第十五中学（中国語版）
- 浙江大学玉泉キャンパス（中国語版）
- 中国石油ビル
- 亜朶音楽ホテル
- 緑園
- 公元ビル
- 浙大求是村

## 隣の駅
杭州地下鉄
■ 3号線
古蕩駅 - 黄竜体育中心駅 - 黄竜洞駅
■ 10号線
黄竜体育中心駅 - 文三路駅